# Kepler-93 b
Kepler-93 b est une planète en orbite autour de l'étoile Kepler-93, dans la constellation de la Lyre. Au moment de l'annonce de sa découverte, il s'agit de l'exoplanète dont la taille est connue le plus précisément. Le rayon de la planète mesure ainsi 1,5 fois le rayon de la Terre, avec une incertitude à 1 sigma de 2 %.

## Étoile
L'étoile Kepler-93 est assez comparable au Soleil, quoiqu'un peu plus petite (91 % de la masse du Soleil, 92 % de son rayon) et légèrement moins chaude (5670 K, contre 5750 pour le Soleil). 

## Caractéristiques
Kepler-93 b est une super-Terre chaude. Son rayon, connu avec une très grande précision, est environ 1,5 fois plus grand que celui de la Terre et sa masse, quant à elle assez peu contrainte, serait au moins 2,6 fois plus grande.